# جيمس شابمان (مؤرخ)
جيمس شابمان (بالإنجليزية: James Chapman)‏ هو مؤرخ بريطاني، ولد في 1968.

## وصلات خارجية
- الموقع الرسمي